# Javier Guédez
Javier Antonio Guédez (Barquisimeto, 15 oktober 1982) is een Venezolaans judoka, die zijn vaderland tweemaal op rij vertegenwoordigde bij de Olympische Spelen: in 2008 (Peking) en 2012 (Londen). Bij beide toernooien kwam hij niet verder dan de gedeelde negende plaats in de eindrangschikking van de klasse tot 60 kilogram.

## Erelijst

### Olympische Spelen
- 9e 2008 – Peking, China (– 60 kg)
- 9e 2012 – Londen, Verenigd Koninkrijk (– 60 kg)

### Pan-Amerikaanse Spelen
- 2007 – Rio de Janeiro, Brazilië (– 60 kg)
- 7e 2011 – Guadalajara, Mexico (– 48 kg)

### Pan-Amerikaanse kampioenschappen
- 2001 – Córdoba, Argentinië (– 55 kg)
- 2002 – Santo Domingo, Dominicaanse Republiek (– 55 kg)
- 2003 – Salvador, El Salvador (– 55 kg)
- 2006 – Buenos Aires, Argentinië (– 60 kg)
- 2007 – Montreal, Canada (– 60 kg)
- 2008 – Miami, Verenigde Staten (– 60 kg)
- 2009 – Buenos Aires, Argentinië (– 60 kg)
- 2012 – Montreal, Canada (– 60 kg)

### Zuid-Amerikaanse Spelen
- 2010 – Medellin, Colombia (– 60 kg)